# Jozef Jespers
Jozef Antoon Maria Jespers (Meerle, 14 juli 1895 - Berchem, 7 januari 1967) was een Belgisch leraar, onderwijsinspecteur en politicus voor de CVP.

## Levensloop
Jespers was een zoon van F.K. Jespers, schoolhoofd en burgemeester van Meerle, en van Catharina De Kort. Hij trouwde in 1922. Hij liep middelbare school aan het Klein Seminarie van Hoogstraten en behaalde in 1914 zijn diploma van onderwijzer voor de middenjury.
Vervolgens doorliep hij een loopbaan in het onderwijs. Van 1914 tot 1922 was hij leraar in Minderhout en Meerle, daarna van 1922 tot 1927 onderwijzer in Antwerpen, vervolgens van 1927 tot 1936 schoolbestuurder in Antwerpen en nadien vanaf 1936 inspecteur van het Vrij Onderwijs. Tevens was hij van 1922 tot 1936 secretaris en voorzitter van de Katholieke Onderwijzersgilde in Antwerpen. Daarnaast was hij bestuurslid van het 'Centraal Katholiek Schoolcomite' in Antwerpen, van de 'Katholieke Technische Scholen', 'Studiebeurzen voor de Provincie Antwerpen' en voorzitter van het 'Comité tot Bescherming van het Katholiek Onderwijs in Antwerpen'. Ook stichtte hij het Sint-Jozefsinstituut voor gehandicapte kinderen.
Jesper was voorts een actief man die tot het bestuur van talrijke verenigingen behoorde. Zo was hij bestuurslid en lid van het politiek comité van het ACW, voorzitter van het 'Algemeen Katholiek Vlaams Toneelverbond', de 'Katholieke Filmliga', de 'Federatie van Muziek- en Zangverenigingen', het 'Verbond van Muziek- en Zangkringen van Kristen Werklieden', de 'Zedenadel' en de beheerraad van 'Radio Loksbergen'. Daarnaast was hij ook bestuurslid van de 'Katholieke Vlaamse Radio-omroep' (KVRO) en van het 'Davidsfonds Antwerpen'. Bovendien was hij lid van het 'Rerum Novarumcomité' en secretaris van het 'Fonds der Meestbegaafden Antwerpen'. Ten slotte was hij actief in de 'Hogere Raad voor Volksopleiding', de 'Hogere Raad voor Dramatische Kunst', de 'Koninklijke Commissie voor het Landjuweel' en de 'Kempische Doelschuttersbond'.
In 1946 werd hij voor de CVP verkozen tot Senator voor het arrondissement Antwerpen en vervulde dit mandaat tot in 1965. In de Senaat was hij voorzitter van de Commissie Openbaar Onderwijs en legde hij zich toe op het wetgevend werk in verband met basisonderwijs. Ook klaagde hij de gevolgen van de uit de hand gelopen Repressie aan.
Van 1952 tot 1958 was hij bovendien gemeenteraadslid van Antwerpen. Daarnaast was hij een tijd lid van het hoofdbestuur van de CVP arrondissement Antwerpen, voorzitter van de CVP Antwerpen en lid van de Nouvelles Equipes Internationales (voorloper van de Europese Volkspartij).